# Morgan Township (comté de Coles, Illinois)
Pour les articles homonymes, voir Morgan Township.
Morgan Township est un township du comté de Coles dans l'Illinois, aux États-Unis,.

## Source de la traduction
- (en) Cet article est partiellement ou en totalité issu de l’article de Wikipédia en anglais intitulé « Morgan Township, Coles County, Illinois » (voir la liste des auteurs).